# Joe Davis
Joe Davis OBE (Whitwell, 15 de abril de 1901 — Hampshire, 10 de julho de 1978) foi um jogador profissional de bilhar inglês e de snooker. É o jogador mais vezes campeão mundial desta última modalidade, tendo ganho 15 campeonatos seguidos (o de 1946 seguiu-se a uma interrupção de 5 anos por causa da Segunda Guerra Mundial). O seu irmão Fred, doze anos mais novo, foi também jogador de snooker e, como ele, múltiplo campeão mundial. Quando os irmãos Joe e Fred se encontraram na final do campeonato mundial de snooker de 1940, Joe venceu 37-36.
Foi profissional de 1927 a 1964. Venceu todos os campeonatos mundiais entre 1927 e 1940, e ainda o de 1946.